# تکمانی
تکمانی (فنلاندی: Tokmanni) یک فروشگاه زنجیره‌ای خرده‌فروشی فنلاندی است که از نظر فروش خالص در سال ۲۰۱۹، بزرگترین فروشگاه زنجیره‌ای تخفیفی در فنلاند نیز محسوب می‌شود. تکمانی تنها فروشگاه زنجیره‌ای تخفیف سراسری فنلاند است و در پایان سال ۲۰۱۹ تقریباً ۲۰۰ فروشگاه در سراسر کشور داشت.

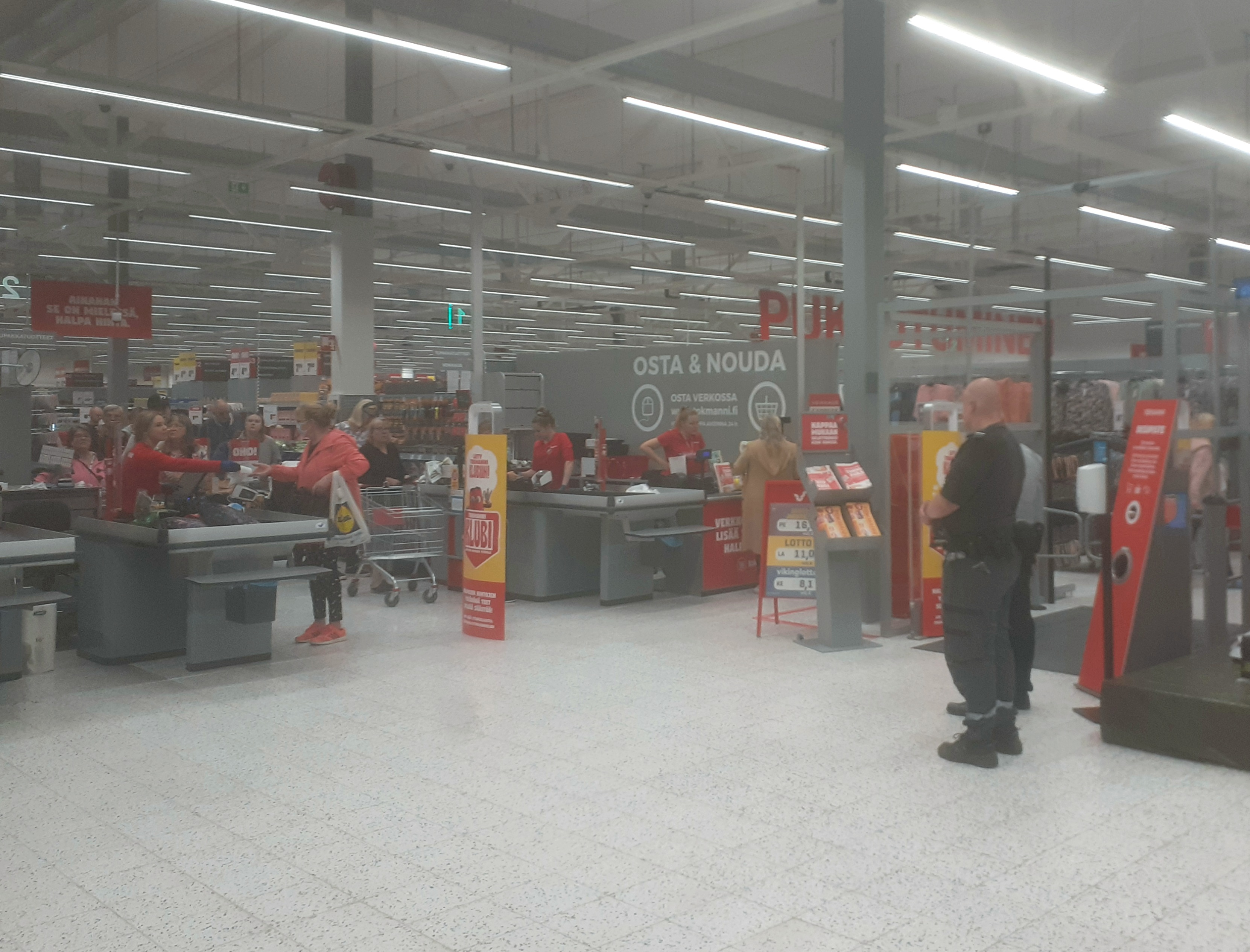
داخلی فروشگاه تکمانی در نورمی‌یروی، فنلاند

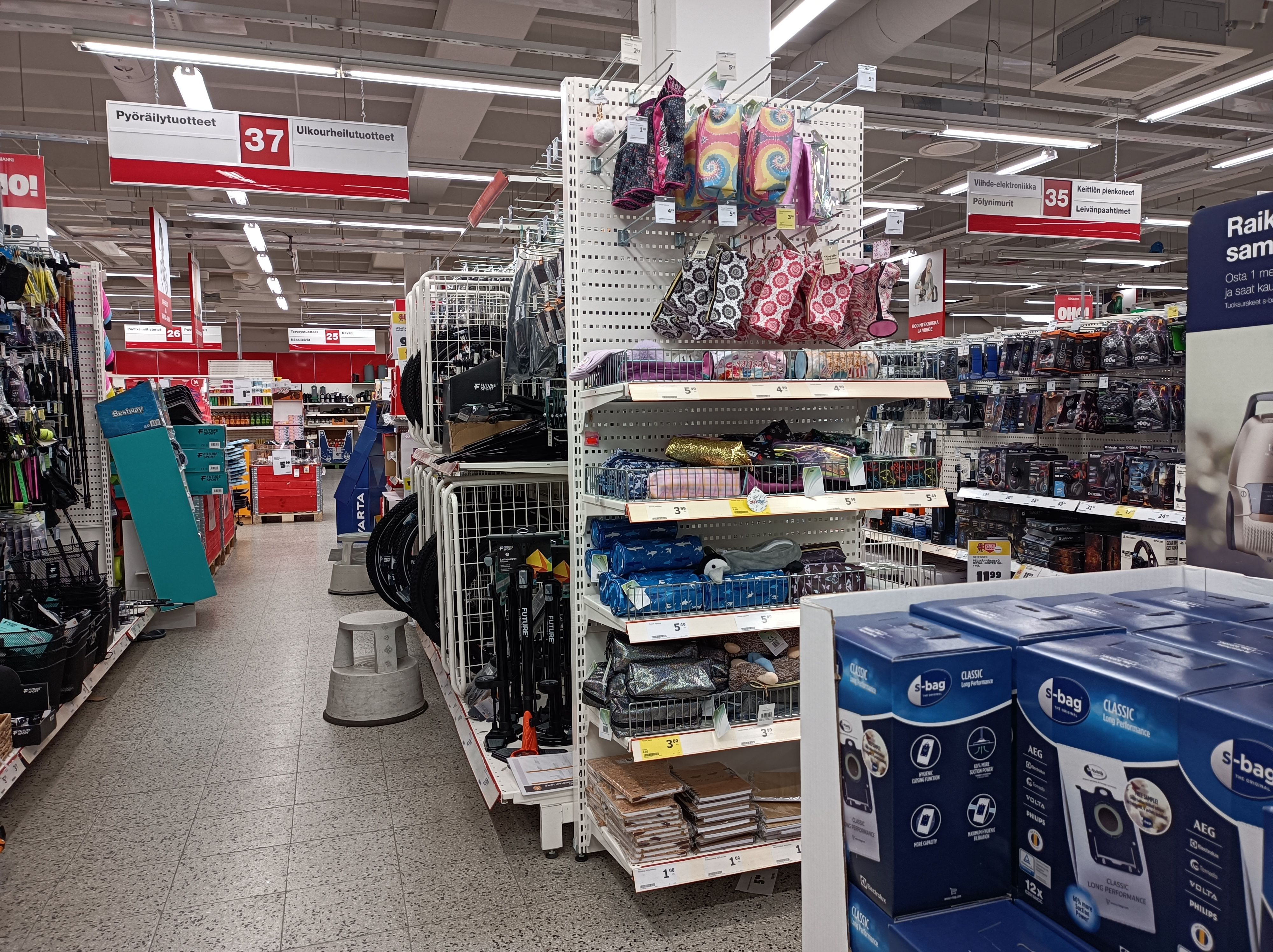
فروشگاه تکمانی در سیلین‌یروی، فنلاند

## تاریخ
قدیمی ترین زنجیره ارزان‌قیمت فنلاند از مواردی که بعداً به مالکیت تکمانی درآمدند، "Vapaa Valinta" بود که در سال ۱۹۷۴ توسط Juha و Paula Manninen در پیرکالا تاسیس شد.
برادران کیوستی و کاری کوکونن در سال ۱۹۸۹ فروشگاهی با تخفیف در یوئنسو (Joensuu) با نام اکمان (Okman) تأسیس کردند که در سال ۱۹۹۱ به تکمانی تغییر نام داد. بعدها، زنجیره‌های ارزان‌قیمت دیگری در دهه ۱۹۷۰ تأسیس شدند، به عنوان مثال:
- پیرکو (Pirkko) و هانو ووئوکیلا (Hannu Vuokila) در سال ۱۹۷۸ سستوکوئوپا (Säästökuoppa) را در اولو تاسیس کردند.
- سپو (Seppo) و پاوو ساستاموینن (Paavo Saastamoinen) در سال ۱۹۷۹ فروشگاه  ماکسی-ماکسیلیانی (Maxi-Makasiini) را در کایانی تأسیس کردند.

در طول دهه ۱۹۸۰، شرکت‌های کم‌هزینه‌ای در سرتاسر فنلاند تأسیس شدند، مانند:
- تاریو اوستالو (Tarjoustalo) در هووینکه در سال ۱۹۸۰ توسط آریا (Arja) و کاری هائوتانن (Kari Hautanen)
- سستوپورسی(Säästöpörssi) در کاریس در سال ۱۹۸۵ توسط تیمو (Timo) و تاپیو هالمه (Tapio Halme)
- رابین‌هود در سال ۱۹۸۰ توسط سپو (Seppo) و یوکا ساستاموینن (Jukka Saastamoinen) در کوولا

در سال ۱۹۹۵، پس از مقاله ای در روزنامه در مورد زنجیره خرده فروشی تکمانی، شرکت استاکمن از طریق نامه ای با زنجیره تکمانی تماس گرفت و از آنها خواست نام خود را عوض کنند. این موضوع در نوامبر ۱۹۹۷ از سر گرفته شد، زمانی که شرکت حقوقی نماینده استاکمن نامه جدیدی به برادران کاکونن فرستاد و این زنجیره را به تمسخر نام تجاری استاکمن متهم کرد و از این زنجیره خواست نام تجاری کمکی «Kauppahuone Tokmanni» (اتاق بازرگانی تکمانی) را از ثبت شرکت حذف کند و استفاده از نام تجاری تکمانی را متوقف کند - استاکمن همچنین متوجه شده بود که این زنجیره از عنوان «$tokmanni» در تبلیغات محلی استفاده کرده است.
در پاسخ، فروشگاه زنجیره‌ای تکمانی قول داد که دیگر از اصطلاح «$tokmanni» در تبلیغات خود استفاده نکند، اما از انصراف از نام تجاری تکمانی خودداری کرد. به گفته کاکونن، نام تکمانی به دلیل معنای آن در سوئدی: «tok» (به معنای «دیوانه») و «man» (به معنای «مرد») به وضوح از استاکمن متمایز است، که کاکونن ادعا کرد به قیمت‌های پایین دیوانه‌وار این فروشگاه زنجیره‌ای اشاره دارد. در نهایت، هم دادگاه عمومی و هم دادگاه منطقه‌ای از این فروشگاه زنجیره‌ای خواستند که اصطلاح «$tokmanni» را کنار بگذارد، اما ادعاهای باقی‌مانده استاکمن رد شد. دادگاه منطقه‌ای در حکم خود خاطرنشان کرد که استاکمن پس از ارسال اولین نامه، به طرز غیرقابل توضیحی وقت خود را برای طرح اتهامات تلف کرده است.
بحران اقتصادی فنلاند در اوایل دهه ۱۹۹۰ منجر به ورشکستگی‌های زیادی در صنعت خرده‌فروشی شد. در سال ۲۰۰۴، صندوق سهام خصوصی کپ‌من فنلاندی به عنوان مالک اصلی تکمانی وارد شد. پس از آن، فرآیندی با خرید و ادغام بسیاری از شرکت‌ها آغاز شد و به یک زنجیره خرده‌فروشی فعال در سطح ملی تبدیل شد که با خرید ۳۵ فروشگاه در زنجیره Vapaa Valinta آغاز شد.
در طول سال‌های ۲۰۱۳ تا ۲۰۱۵، تکمانی هماهنگ‌سازی برند را اجرا کرد که در آن تمام فروشگاه‌های گروه تحت برند تکمانی گروه‌بندی شدند.
طبق گزارش سالانه ۲۰۱۸، تکمانی هنوز در تلاش است تا شبکه فروشگاه‌های خود را گسترش دهد. تکمانی گروه محصولات خود را به شش بخش مختلف تقسیم کرده است که عبارتند از خوراک، نظافت و بهداشت، پوشاک، ابزار و الکترونیک، دکوراسیون داخلی منزل و باغ، و فناوری‌های تفریحی و خانگی. فروشگاه‌های تکمانی علاوه بر کالاهای مصرفی، معمولاً غذای خشک نیز می‌فروشند، اما این ۱۵ فروشگاه شامل غذای تازه نیز می‌شوند. برندهای خود این زنجیره شامل فروشگاه‌های مواد غذایی ایسی و غذاهای پریما (Priima) می‌شود. طیف محصولات این شرکت شامل برندهای بین‌المللی و داخلی، برندهای به اصطلاح برند اختصاصی خود (ایسی و پریما) و محصولات بدون برند است. توکمانی یک شرکت تأمین منابع مشترک در شانگهای با فروشگاه تخفیفی نروژی یوروپریس دارد.
پنج سهامدار بزرگ توکمانی در ۳۰ سپتامبر ۲۰۱۹ عبارت بودند از: تاکوا اینوست، الو، وارما، ایلارینن و پوهیولا. حدود ۳۰ درصد از سهام به صورت نامزدی ثبت شده‌اند.

### همکاری با اسپار
در ژانویه ۲۰۲۵، شرکت تکمانی با اسپار بین‌المللی قراردادی امضا کرد. مجوز فعالیت انحصاری برند اسپار در فنلاند به تکمانی، یک خرده‌فروش تخفیف‌دار معتبر، اعطا شد که از مقیاس و دانش اسپار بین‌الملل، به‌ویژه در حوزه خرده‌فروشی مواد غذایی، بهره‌مند خواهد شد. تکمانی بر اصلاح مفهوم اسپار برای تطبیق با بازار فنلاند و ارائه طیف گسترده‌ای از محصولات اسپار به مشتریان تمرکز خواهد کرد.
در ژوئن ۲۰۲۵، اولین بخش مواد غذایی با برند اسپار در فروشگاه تکمانی در ئول‌یروی افتتاح شد.